# Strigula amphora
Strigula amphora är en lavart som beskrevs av Aptroot & Lücking. Strigula amphora ingår i släktet Strigula och familjen Strigulaceae.   Inga underarter finns listade i Catalogue of Life.